# マピロ (潜水艦)
マピロ (USS Mapiro, SS-376) は、アメリカ海軍の潜水艦。バラオ級潜水艦の一隻。艦名は西インド諸島および中央アメリカ大西洋岸に生息するカワアナゴ科に属するファット・スリーパーのスペイン語名に因んで命名された。

## 艦歴
マピロは1944年5月30日にウィスコンシン州マニトワックのマニトワック造船で起工した。1944年11月9日にフィリップ・H・ロス夫人によって命名、進水し、1945年4月30日に艦長ヴィンセント・A・シスラー・ジュニア中佐（アナポリス1935年組）の指揮下就役する。シスラーはかつて、S-28 (USS S-28, SS-133) 艦長としてアリューシャン戦線で活動していたことがあった。

### 哨戒と戦後
マピロはミシガン湖での公試後、マピロはイリノイ州ロックポートで乾ドックに納められ、南太平洋での任務のためミシシッピ川をシカゴからルイジアナ州ニューオーリンズまで曳航された。マピロは5月31日にパナマ運河地帯へ向けて出航し、6月5日に訓練のためバルボア沖に到着した。6月28日にカットラス (USS Cutlass, SS-478) と共にハワイに向けて出航、7月15日に真珠湾に到着した。
8月4日、マピロは最初の哨戒でマリアナ諸島に向かった。終戦当日の8月15日にサイパン島沖に到着し、そのまま実戦に参加することなく本国に引き返すこととなり、8月25日に不活性化工事を受けるためサンフランシスコに到着した。1946年3月16日にマピロは退役し、1947年1月1日にカリフォルニア州メア・アイランドの太平洋予備役艦隊入りした。

### トルコ海軍で
1960年、マピロはフリート・シュノーケル改修が行われた。1960年3月18日に相互防衛援助計画に基づきトルコに貸与される。トルコ海軍ではピーリー・レイス (TCG Piri Reis, S 343) と命名された。艦名はオスマン帝国の提督であり世界地図の作者として知られるピーリー・レイースに因むものであった。
ピーリー・レイスにはトルコ海軍の乗員が乗り組み、1960年5月16日にサンフランシスコを出航した。パナマ運河を経由して、ピーリー・レイスは1960年6月23日にゴルジュクに到着した。翌6月24日、トルコ海軍で正式に就役した。その後、マピロは1973年8月1日にアメリカ海軍から除籍され、トルコに正式に売却された。ピーリー・レイスは同年トルコ海軍を退役した。